# تأثير الثقافة على سلامة الطيران

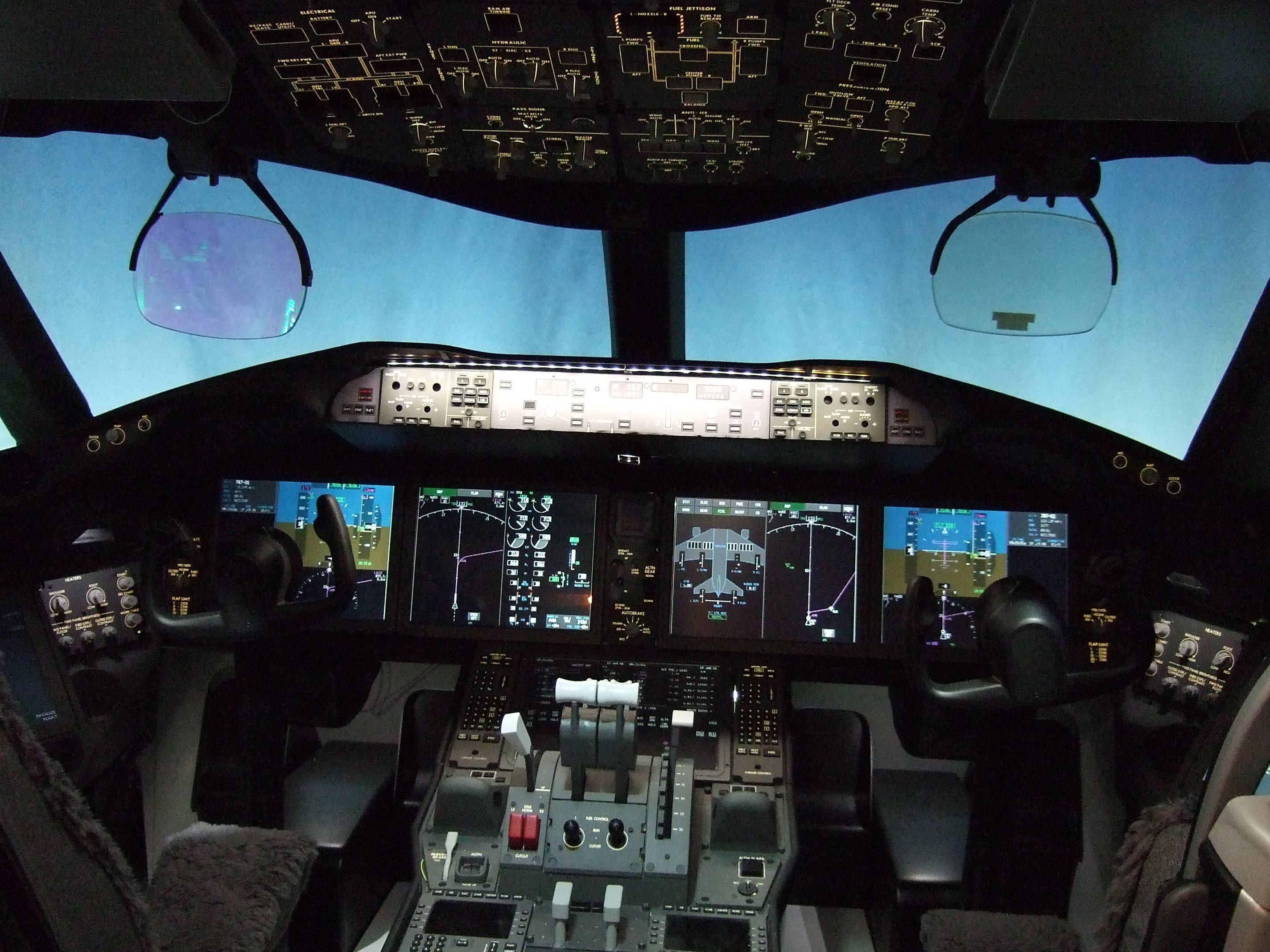
قمرة القيادة لطائرة بوينغ 787

يمكن أن تؤثر الثقافة على سلامة الطيران من خلال تأثيرها على كيفية تعامل طاقم الرحلة مع المواقف الصعبة؛ يمكن أن تؤدي الثقافات ذات مسافات السُلطة المنخفضة والمستويات الأعلى من الفردية إلى نتائج أفضل لسلامة الطيران. في ثقافات السُلطة الأعلى يكون المرؤوسون أقل عرضة لاستجواب رؤسائهم. يُعزى تحطم طائرة رحلة الخطوط الكورية رقم 801 في عام 1997 إلى قرار الطيار بالهبوط على الرغم من من معارضة الضابط الأول (مساعد الطيار) الأصغر سنا، في حين أن تحطم رحلة أفيانكا رقم 52 كان بسبب الفشل في توصيل بيانات عن انخفاض الوقود إلى مستويات حرجة بين الطيارين والمراقبين الجويين، ومن قبل فشل المراقبين في سؤال الطيارين عما إذا كانوا يعلنون حالة الطوارئ ومساعدة الطيارين في هبوط الطائرة. تم إلقاء اللوم في حوادث التحطم على جوانب الثقافات الوطنية لأطقم الطائرات. 

## الاختلافات الثقافية في الطيران
صنف غيرت هوفستد الثقافات الوطنية إلى ستة أبعاد، اثنان منها يمكن تطبيقهما على قمرة القيادة: مسافة السُلطة، التي تحدد «طبيعة العلاقات بين المرؤوسين والرؤساء»، أو «كم مرة يخشى المرؤوسون التعبير عن الاختلاف»؛ وما إذا كانت الثقافة جماعية أو فردية بطبيعتها. الثقافات الغربية فردية ولديها مسافة سُلطة منخفضة، بينما تقع معظم الثقافات الآسيوية واللاتينية على الجانب الآخر من الطيف. ربما ساهم انخفاض مسافة السُلطة والفردية العالية في الثقافة الغربية في تحقيق سجل أمان أفضل مما هو عليه الحال في تايوان والهند.  في مجتمع أكثر جماعية مثل تايوان، قد يكون التفسير المحتمل لذلك هو أن مهارات اتخاذ القرار الشخصي ليست متطورة. في المجتمع الغربي، مسافة السُلطة أقل بشكل عام؛ «اتخاذ القرارات وتنفيذها وتحمل المسؤولية عن عواقبها» جزء من حياتهم، مما يجعل اتخاذ القرارات الشخصية أسهل. 

## الحوادث الماضية

### كارثة تينيريفي

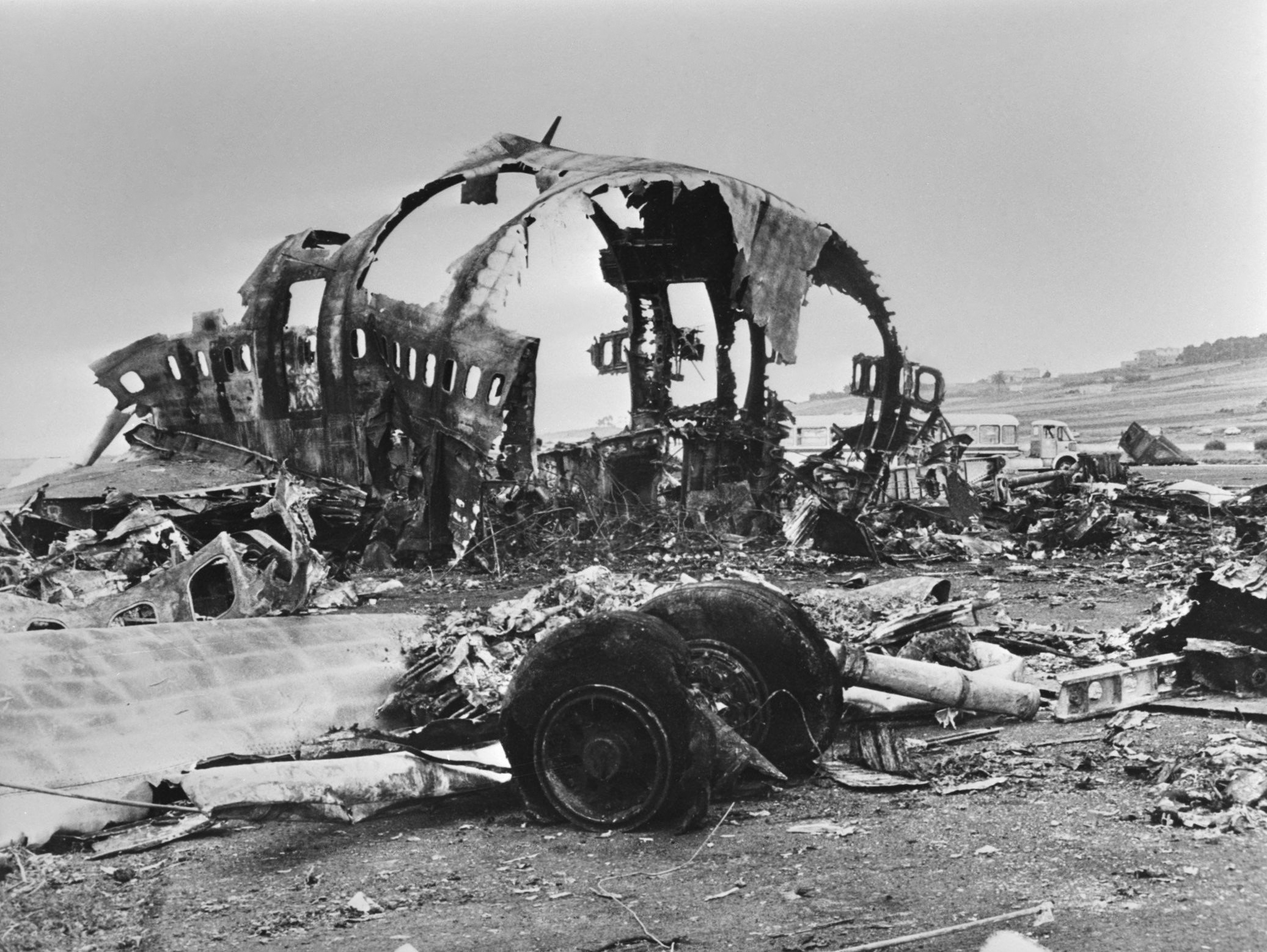
حطام كارثة مطار تينيريفي

في 27 مارس 1977، اصطدمت طائرتا ركاب من طراز بوينغ 747، لرحلة كيه إل إم 4805 ورحلة بان آم 1736، على مدرج ضبابي في مطار لوس روديو (الآن مطار تينيريفي الشمالي)، في جزيرة تينيريفي الإسبانية، جزر الكناري، مما أسفر عن مقتل 583 شخصًا، مما يجعله الحادث الأكثر دموية في تاريخ الطيران. قبل الإقلاع، أعرب مهندس الطيران في كيه إل إم عن قلقه بشأن عدم تخلُّف طائرة بان آم عن المدرج من خلال سؤال الطيارين في قمرة القيادة الخاصة به، «أليس هذا واضحًا من شركة بان أمريكان؟» رد كابتن كيه إل إم بشكل قاطع «أوه، نعم» واستمر في الإقلاع، متجاهلًا مخاوف الضابط الصغير. أدى هذا الحدث إلى إنشاء إدارة موارد الطاقم على نطاق واسع كجزء أساسي من تدريب طياري الخطوط الجوية.

### رحلة كوريا للطيران 801
في عام 1997، تحطمت رحلة الخطوط الجوية الكورية 801، عند الاقتراب من غوام. يرجع ذلك أساسًا إلى إجهاد الطيار وضعف الاتصال بين طاقم الرحلة. اتخذ القبطان قرار الهبوط على الرغم من معارضة الضابط الأول الصغير السن، مما أدى في النهاية إلى سقوط الطائرة بعيدًا عن المدرج، مما يبرز كيف يمكن للطيار أن يساهم في وقوع كارثة. في ثقافات المسافات عالية السُلطة، من غير المألوف أن يقوم المرؤوسون بمسألة رؤسائهم. «قد يكون القادة استبداديين». يمكن النظر إلى مسافة السُلطة العالية على أنها الرغبة في أن تكون في وضع غير متكافئ، مما يجعل من الصعب على الضابط الأدنى في التسلسل الهرمي التشكيك في قرارات الشخص الذي في السلطة. في الوقت نفسه، حتى في ظل ثقافة تجنب عدم اليقين العالية، حيث من المرجح أن يتبع الطاقم إجراءات التشغيل القياسية (SOPs)، قد يتفاعل الطاقم بشكل أقل كفاءة مع موقف جديد.

### رحلة أفيانكا 52

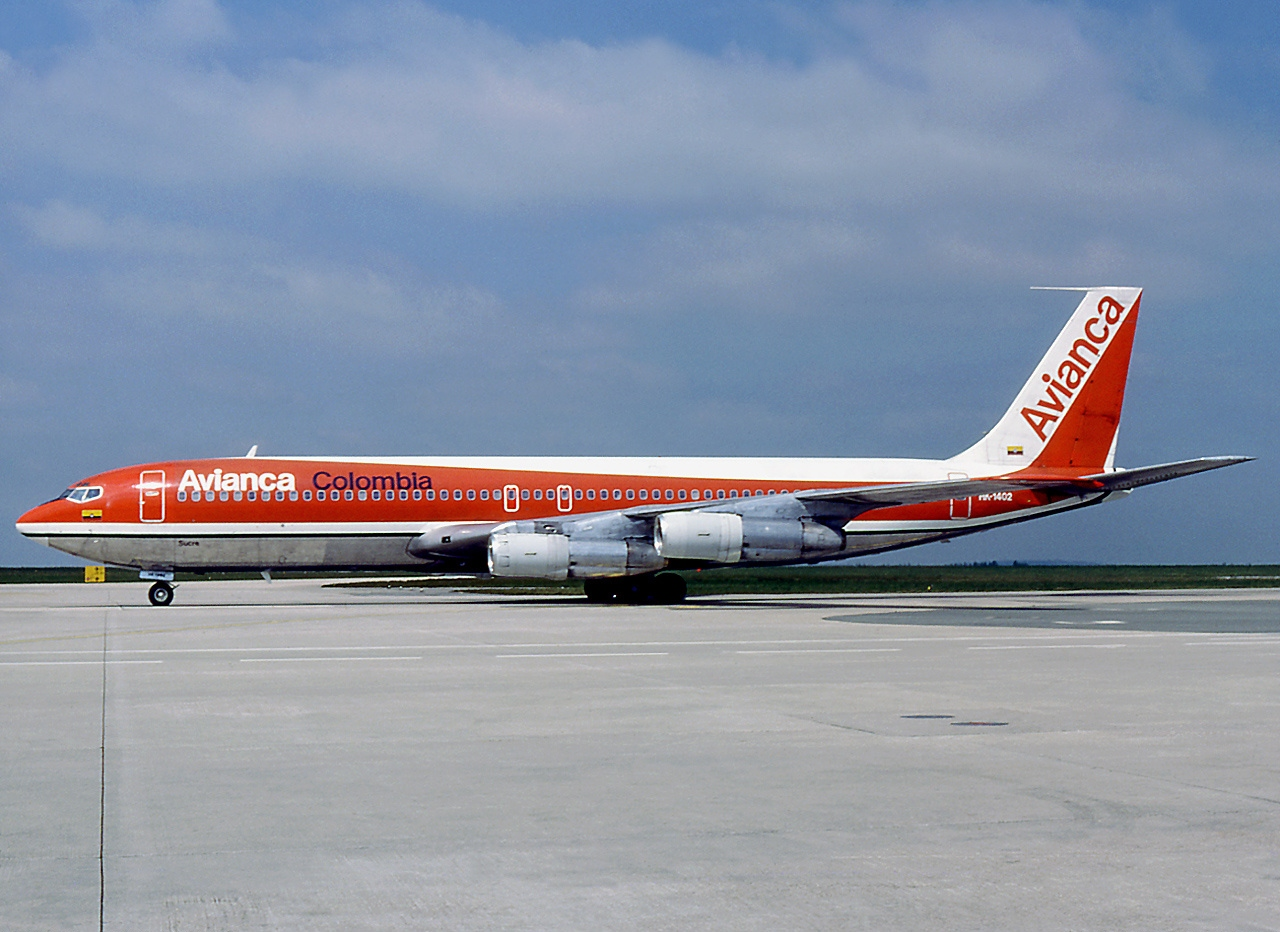
بوينغ 707 شبيهة بالطائرة المتورطة في تحطم طائرة أفيانكا 52.

تحطمت رحلة أفيانكا رقم 52 في رحلتها من بوغوتا إلى نيويورك بعد نفاد الوقود، وهي مشكلة سببتها الحواجز اللغوية والثقافية. كان كلا الطاقم يتحدثان الإسبانية كلغتهما الأساسية، لكن الضابط الأول كان يتقن اللغة الإنجليزية بشكل أفضل. «كولومبيا بلد ذكوري للغاية، ومسافة قوة عالية، وبلد جماعي»، مما قد يؤدي إلى إحجام الطاقم عن طلب المساعدة من مراقبي نيويورك عندما علموا أنهم في ورطة.

### رحلة جال للشحن 8054
في عام 1977، تحطمت رحلة جال للشحن 8054 (طائرة شحن) بعد وقت قصير من إقلاعها من أنكوريج في طريقها إلى طوكيو، مما أسفر عن مقتل جميع أفراد الطاقم الثلاثة. كان القبطان مواطنًا أمريكيًا، والاثنان الآخران يابانيان. لم يذكر أي من الطيارين اليابانيين للقبطان شيء عن ثمالته أو منعه من تحليق الطائرة. لقد كانوا مترددين في القيام بذلك، وبالنظر إلى مؤشر اليابان لمسافة السُلطة المرتفع بشكل معتدل، فقد يكون احترامهم للسلطة عاملاً مساهماً رئيسياً. لو فعلوا ذلك، لكان من شأن ذلك إهانة القبطان، الذي كان من الواضح أنه رئيسهم، ومن هناك، كان من المستحيل «منع القبطان من السيطرة على الطائرة، حتى لو كان ذلك على حساب وقوع حادث».

## الآثار الأخرى للثقافة في سلامة الطيران
على الرغم من أن إدارة موارد الطاقم (CRM) يمكنها تحسين السلامة في صناعة الطيران، إلا أنها غير مقبولة على نطاق واسع عبر جميع الثقافات. ويرجع ذلك على الأرجح إلى الاختلافات في تجنب عدم اليقين، أو «الحاجة إلى سلوك تحكمه قواعد وإجراءات محددة بوضوح». يتم قبول إجراءات التشغيل القياسية بسهولة أكبر في ثقافات تجنب عدم اليقين العالية، مثل اليونان وكوريا وبعض الثقافات اللاتينية. ومع ذلك، في الولايات المتحدة، حيث يتم التأكيد على المرونة، قد لا تكون بمثابة قبول لثقافة إدارة موارد الطاقم (CRM).
يمكن إجراء تحسينات على إدارة موارد الطاقم (CRM) من خلال الاعتماد على نقاط السُلطة في كل من الثقافات الفردية والجماعية. يمكن أن يكون الإصرار الغربي مفيدًا في تطوير قمرة القيادة لمسافة منخفضة للسُلطة، بينما يجلب الاعتماد المتبادل الشرقي التعاون والترابط والتواصل لخلق بيئة طيران أكثر أمانًا.
من الناحية المثالية، «يمثل إدارة موارد الطاقم (CRM) مسافة منخفضة السُلطة (التبادل الحر للمعلومات بين الطاقم) والجماعية (الاعتراف وقبول الاعتماد المتبادل بين الطاقم)، وهو مزيج ثقافي نادر.»